# Dynamena moluccana
Dynamena moluccana is een hydroïdpoliep uit de familie Sertulariidae. De poliep komt uit het geslacht Dynamena. Dynamena moluccana werd in 1893 voor het eerst wetenschappelijk beschreven door Pictet. 